# Hertevin-neuaramäische Sprache
Hertevin ist eine neuaramäische Sprache, die zum nordöstlichen Zweig des Ostaramäischen gehört (siehe Aramäische Sprachen). Es wurde ursprünglich im Ort Hertevin und einigen umliegenden Dörfern in der Siirt-Provinz im Südosten der Türkei gesprochen. Die meisten Sprecher – traditionell chaldäische Katholiken – sind im Zuge der Verfolgung und Verdrängung der aramäischen Christen im 20. Jahrhundert emigriert und leben verstreut in vielen westlichen Ländern. Nur wenige sind noch in der Türkei geblieben. Die Gesamtzahl der Sprecher wird heute auf 1.000 geschätzt. Hertevin wurde erst 1970 vom deutschen Semitisten Otto Jastrow „entdeckt“ und zwei Jahre danach in einer Publikation beschrieben.

## Sprachliche Besonderheiten
Der Ort Hertevin, nahe der Stadt Pervari in der Provinz Siirt, liegt am nordöstlichen Rand des ostaramäischen Sprachgebiets, die Hertevin-Sprache ist somit ein peripheres nordostaramäisches Idiom, das sich in mancher Hinsicht anders als die verwandten Sprachen (Chaldäisch-Neuaramäisch, Assyrisch-Neuaramäisch) entwickelt hat. Samuel Ethan Fox erwähnt eine stärkere Nähe des Bohtan-Neuaramäischen in Georgien zum Hertevin-Aramäischen als zu jeder anderen Form des Neuaramäischen, was angesichts der geographischen Nähe nicht überraschend sei.
Eine phonetische Besonderheit ist der Verlust des stimmlosen velaren Frikativs /x/, der mit dem stimmlosen pharyngalen Frikativ /ħ/ zusammenfiel. Im Bohtan-Neuaramäischen verlief die Entwicklung genau gegenteilig: der stimmlose pharyngale Frikativ fiel mit dem stimmlosen velaren Frikativ zusammen, so dass beide einheitlich als /x/ gesprochen werden, bei Hertevin-Neuaramäisch dagegen als /ħ/. Ein anderes Merkmal ist die Ausprägung der Demonstrativpronomen. Zwar fällt wie bei den anderen ostaramäischen Sprachen das Nah- und Ferndemonstrativum („dieser“ bzw. „jener“) zusammen, Hertevin hat aber eine emphatische Form dieses Pronomens entwickelt, das die Bedeutung „genau dieser hier“ hat.
Normales Demonstrativum: āwa (m.sg.), āya (f.sg.), āni (pl.)
Emphatisches Demonstrativum: ōhā (m.sg.), ēhā (f.sg.), anhī (pl.)
Im Hertevin-Neuaramäischen findet keine Inkorporation von Pronominalobjekten statt.
Alle Hertevin-Sprecher sind bilingual in Kurdisch (Kurmandschi). Zur Schreibung des Hertevin wird das syrische Alphabet benutzt, allerdings existieren keine Periodika und kaum Literatur. Als Kirchensprache wird das klassische Syrisch verwendet.